# Gurnard (Isola di Wight)
Gurnard è un villaggio e parrocchia civile dell'Inghilterra, appartenente alla contea dell'Isola di Wight.